# Mehmet Altan
Mehmet Hasan Altan (Ankara, 11 de gener de 1953) és un economista, periodista i acadèmic turc, autor de més de 25 llibres. Descrivint-se com a «marxista-liberal», és el creador del terme «Segona República», argumentant que Turquia necessita reconstituir la seva república com una veritable democràcia. És un ferm defensor de l'adhesió de Turquia a la Unió Europea.

## Trajectòria
Va néixer el 1953 a Ankara i és el segons dels dos fills del periodista i escriptor Çetin Altan. El seu germà, Ahmet Altan, també és periodista i escriptor.
Altan va estudiar a la Universitat de la Sorbona del 1979 al 1984, doctorant-se en Economia. Va treballar a la facultat d'economia de la Universitat d'Istanbul des del 1986, convertint-se en professor associat el 1987 i professor titular el 1993. Va ser destituït després del fracassat intent de cop d'estat a Turquia del 2016.
Del 1987 al novembre del 2006 va col·laborar a Sabah, abans de passar a Star, convertint-se en redactor en cap. Va deixar Star el gener del 2012. Fou destituït del diari a causa de les pressions del govern d'Erdogan sobre els mitjans de comunicació.

### Enjudiciament
El 10 de setembre de 2016, Altan va ser arrestat arran de la temptativa de cop d'estat. Posteriorment, fou acusat d'intentar enderrocar l'ordre constitucional i actuar en nom d'una organització terrorista. El Tribunal Constitucional de Turquia va dictaminar l'11 de gener de 2018 que s'havien vulnerat els seus drets com a periodista, però la seva posterior sol·licitud de llibertat va ser rebutjada pel Tribunal d'Assises d'Istanbul. El 16 de febrer de 2018 va ser condemnat a cadena perpètua. En resposta, el 20 de març de 2018, el Tribunal Europeu de Drets Humans (TEDH) va dictar una sentència que va determinar que s'havien vulnerat els seus drets segons la Convenció Europea de Drets Humans, concretament l'article 5 § 1 (dret a la llibertat i seguretat) i l'article 10 (llibertat d'expressió). Va ser condemnat a cadena perpètua per càrrecs relacionats amb el terrorisme el febrer de 2018 perquè el dia anterior a l'intent de cop d'Estat de Turquia de 2016, segons Reuters, va declarar a la televisió: «Qualsevol que fos l'evolució que va conduir a cops militars a Turquia, fent les mateixes decisions, Erdogan està obrint el mateix camí». El 27 de juny de 2018 va ser posat en llibertat pendent del judici.
Va criticar Robert Spano, el president del TEDH, per l'acceptació d'un doctorat honoris causa per la Universitat d'Istanbul per les mateixes persones que l'havien acomiadat el 2016.

## Publicacions
- Kanatlı Karınca (Gêle/moriya bibask), weşanên Nisan, 1985
- Süperler ve Türkiye (Superan û Tirkiye), weşanên AFA, 1986
- Marks'tan Sevgilerle (Xoşewîstî ji Marks), weşanên Güneş, 1989
- Darbelerin Ekonomisi (Aboriya derbeyan/cûntayan), AFA, 1990
- Matadorun Ölümü (Mirina matador), Nisan, 1992
- 'Köylüler Ne Zaman Manşet Olur' (kengî gundî dibin sernûçe), Zaman Kitap
- İkinci Cumhuriyet'in Yol Hikayesi (Çîroka rê ya komara duyem), HayyKitap, 2008